# La Selle-sur-le-Bied
La Selle-sur-le-Bied è un comune francese di 1 007 abitanti situato nel dipartimento del Loiret nella regione del Centro-Valle della Loira.

## Società

### Evoluzione demografica
Abitanti censiti